# Carl Fredrik Lundquist

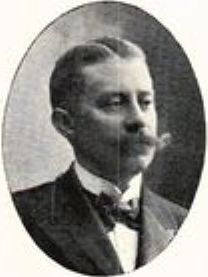
Carl Fredrik Lundquist.

Carl Fredrik Engelbert Lundquist, född 7 november 1860 i Stockholm, död 18 mars 1931, var en svensk ingenjör.
Lundquist blev elev vid Kungliga Tekniska högskolan 1879 och avlade avgångsexamen 1882. Han var ritare vid Köpings Mekaniska Verkstads AB 1882–83, konstruktör hos ingenjör G. Uhr i Lindesberg 1883–84, biträdande ingenjör vid Surahammars Bruks AB 1884–87, trafikchef vid Stockholms Södra Spårvägs AB 1887–89, verkstadsföreståndare och första ingenjör vid Surahammars Bruks AB 1889–95 samt bruksägare och disponent vid Ströms Bruks AB i Gävleborgs län från 1896.